# No3b (專輯)
《no3b》是日本女子偶像團體AKB48的衍生組合、no3b的第一張音樂專輯，於2011年1月1日由日本Epic唱片（エピックレコードジャパン）代理發售。

## 解説
- no3b的首張專輯。收錄曲目爲首張單曲《Relax!》至第4張單曲《Lie》4首主題曲外加劇場公演單曲3首等，但因唱片版本不同收錄曲目略有差異。其他，除了「3seconds Remix」（第4張單曲《Lie》的混音版）以外的各張單曲混音版及2010年8月4日發售的第5張單曲《只有你》均未收錄。
- 是繼AKB48內的派生組合Chocolove from AKB48的《Dessert》和走廊奔跑隊的《不要在走廊奔跑！》之後的第三張專輯。
- 有完全限定生産盤A、完全限定生産盤B、完全限定生産盤C、初回生産限定盤、通常盤5種發售形態。
- 獨唱曲目分別爲：「Cloudy sky」 - 小嶋陽菜、「奇跡は夜生まれる」 - 高橋みなみ、「私は私」 - 峯岸みなみ。
- 2010年7月23日 - 27日召開的Team Pigg對戰中由no3b的3人參與的「ガールズ・ING」、「EYES」、「恋愛運上昇団」演唱的三首歌[1] 也收錄在本張專輯中。

## 收錄曲

### 通常盤、初回生産限定盤
1. Relax!
（作詞：秋元康、作曲：吉田将樹、編曲：北川勝利・桜井康史）
1st單曲標題曲。
2. 流星之吻
（作詞：秋元康、作曲：ムラマツテツヤ、編曲：野中“まさ”雄一、コーラス：小嶋陽菜）
3rd單曲標題曲。
3. 3seconds Remix
（作詞：秋元康、作曲：安部純、編曲：百石元）
4th單曲c/w曲。原創曲是2008年11月1日以「假面天空」名義配信的限定樂曲。
4. 心型病毒（no3b ver.）（日语：ハート型ウイルス（no3b ver.））
（作詞：秋元康、作曲・編曲：井上ヨシマサ）
『TeamA 5th Stage「恋愛禁止条例」』公演小嶋陽菜参加的小組曲的no3b版本。
5. Bye Bye Bye
（作詞：秋元康、作曲：近藤薫、編曲：原田卓也）
『向日葵组 2nd Stage「不要让梦想死去」』公演中3人参加的小組曲。
6. 纯爱的渐强音（日语：純愛のクレッシェンド）
（作詞：秋元康　作曲：宮島律子　編曲：田口智則、稲留春雄）
『TeamA 4th Stage「正在恋爱中」』公演中3人参加的小組曲。
7. 聖誕禮物 Remix（日语：クリスマスプレゼント Remix）
（作詞：秋元康、作曲：酒井ミキオ、編曲：江上浩太郎）
原創曲是2008年12月19日以「假面天空」名義配信的限定樂曲。
8. Lie
（作詞：秋元康、作曲・編曲：井上ヨシマサ）
4th單曲標題曲。
9. 種子
（作詞：秋元康、作曲：小林哲也、編曲：pal@pop、コーラス：峯岸みなみ）
2nh單曲標題曲。
10. Next heaven（動畫「アイドル合体ロボ〜ミナミナハルの戦い〜」主題歌） - EYES
（作詞：秋元康、作曲：小網準、編曲：宅見将典）
Team Pigg指名戰高橋みなみ参加小組的樂曲。
「アイドル合体ロボ〜ミナミナハルの戦い〜」是架空的動畫
11. 想要鏡頭（日语：尺が欲しい） - 恋愛運上昇団
（作詞：秋元康、作曲：田辺恵二、編曲：CHOKKAKU）
Team Pigg指名戰峯岸みなみ参加小組的樂曲。
12. 騙人吧?〜七里濱之七種不思議〜（日语：嘘でしょ?〜七里ガ浜の七不思議〜） - ガールズ・ING
（作詞：秋元康、作曲：重永亮介、編曲：宇佐美宏）
Team Pigg指名戰小嶋陽菜参加小組的樂曲。

DVD
（初回生産限定盤）
- 音樂影片&Mkaing評論
- 応援訊息 from 「Relax!」
- 未来の自分へ
- 漫才

特典
- 特別抽選券

### 完全限定生産盤A
1. Relax!
2. 流星之吻（日语：キスの流星）
3. 3seconds Remix
4. 心型病毒（no3b ver.）（日语：ハート型ウイルス（no3b ver.））
5. Bye Bye Bye
6. Cloudy sky - 小嶋陽菜
（作詞：秋元康、作曲：小松清人、編曲：木之下慶行）
7. 纯爱的渐强音（日语：純愛のクレッシェンド）
8. 聖誕禮物 Remix（日语：クリスマスプレゼント Remix）
9. Lie
10. 種子
11. 騙人吧?〜七里濱之七種不思議〜（日语：嘘でしょ?〜七里ガ浜の七不思議〜） - ガールズ・ING

DVD
小故事〜小嶋陽菜編&拝啓ダチョウさま〜
1. 始球式
2. 南の坊主たち
3. いつもの告白
4. 困った時のごまかし方講座

特典
- 特別PB:Produced by 小嶋陽菜
- 幸運繩小飾物 小嶋陽菜ver.

### 完全限定生産盤B
1. Relax!
2. 流星之吻（日语：キスの流星）
3. 3seconds Remix
4. 心型病毒（no3b ver.）（日语：ハート型ウイルス（no3b ver.））
5. Bye Bye Bye
6. 奇跡總誕生在夜裡（日语：奇跡は夜生まれる） - 高橋みなみ
（作詞：秋元康、作曲：田辺恵二、編曲：生田真心）
7. 纯爱的渐强音（日语：純愛のクレッシェンド）
8. 聖誕禮物 Remix（日语：クリスマスプレゼント Remix）
9. Lie
10. 種子
11. Next heaven（動畫「アイドル合體ロボ〜ミナミナハルの戦い〜」主題歌） - EYES

DVD
小故事〜高橋みなみ編&拝啓ダチョウさま〜
1. 始球式
2. 北の坊主たち
3. いつもの告白
4. 困った時のごまかし方講座

特典
- 特別PB:Produced by 高橋みなみ
- 幸運繩小飾物 高橋みなみver.

### 完全限定生産盤C
1. Relax!
2. 流星之吻（日语：キスの流星）
3. 3seconds Remix
4. 心型病毒（no3b ver.）（日语：ハート型ウイルス（no3b ver.））
5. Bye Bye Bye
6. 我是我（日语：私は私） - 峯岸南
（作詞：秋元康、作曲：吉木絵里子、編曲：武藤星児）
7. 纯爱的渐强音（日语：純愛のクレッシェンド）
8. 聖誕禮物 Remix（日语：クリスマスプレゼント Remix）
9. Lie
10. 種子
11. 想要鏡頭（日语：尺が欲しい） - 恋愛運上昇団

DVD
小故事〜峯岸みなみ編&拝啓ダチョウさま〜
1. 始球式
2. 西の坊主たち
3. いつもの告白
4. 困った時のごまかし方講座

特典
- 特別PB:Produced by 峯岸みなみ
- 幸運繩小飾物 峯岸みなみver.

## 小組曲歌唱成員

### Next heaven
「EYES」名義
- 高橋みなみ、岩佐美咲、仲川遥香、内田真由美、中塚智実、奥真奈美

### 想要鏡頭
以「戀愛運上昇團」的名義演唱
- 峯岸南、多田愛佳、高城亞樹、田名部生来、野中美鄉

### 騙人吧?〜七里濱之七種不思議〜
以「Girls·ING」（ガールズ・ING）名義演唱
- 小嶋陽菜、倉持明日香、梅田彩佳、菊地彩香、佐藤夏希、近野莉菜

## 關聯條目
- 2011年Oricon專輯週榜冠軍作品列表

## 外部連結
- （日語）no3b官方網站（页面存档备份，存于）